# Розина (Арецо)
Розина је насеље у Италији у округу Арецо, региону Тоскана.
Према процени из 2011. у насељу је живело 57 становника. Насеље се налази на надморској висини од 494 м.